# Мечеть Ель-Умма
Мечеть Ель-Умма (араб. مسجد الأمة) — мечеть у столиці Алжиру, місті Алжир.

## Історія
30 листопада 1936 жителі району Болоин  звернулися до ісламського проповідника та теолога Таїбу ель-Якубі з проханням про навчання мешканців району ісламу та арабської мови. Асоціація алжирських мусульманських учених, до якої входив Таїб ель-Якубі, ухвалила рішення про будівництво мечеті в саду французького колоніста Жана-Шарля Гілберта.
Будівництво тривало в 1945-1951. Проектуванням будівлі мечеті займався алжирський архітектор Абдурахман Бочума. Була першою мечеттю, побудованою в Алжирі після захоплення цієї країни французами у 1847.
У 1975 і 1982 мечеть перебудована.

## Опис
Побудована у стилі Альморавідів.
У 1975 мечеть розширено. У 1982 мечеть знову добудована, на її території відкрито медресе.